# Alipiusz (Gamanowicz)
Alipiusz, imię świeckie Nikołaj Michajłowicz Gamanowicz (ur. 19 grudnia 1926 w Nowej Majaczce, zm. 28 kwietnia 2019 w Chicago) – biskup Rosyjskiego Kościoła Prawosławnego poza granicami Rosji. 

## Życiorys
Urodził się w rodzinie wiejskiej w dzisiejszym obwodzie chersońskim. Był najstarszym z sześciorga dzieci. Naukę w szkole podstawowej pobierał kolejno w miejscowościach Fiodorowka i Kuczeriawo-Wołodimirowka, gdyż jego rodzina przenosiła się z miejsca na miejsce, chcąc uniknąć przymusowego dołączenia do kołchozu. W 1942 został skierowany do III Rzeszy na roboty przymusowe. Pracując w Niemczech, miał okazjonalną możliwość wyjazdów do cerkwi Rosyjskiego Kościoła Prawosławnego poza granicami Rosji w Berlinie. W 1945 zdołał uciec z obozu dla Ostarbeiter. 3 lutego tego samego roku dołączył jako posłusznik do wspólnoty zakonnej św. Hioba Poczajowskiego, pierwotnie żyjącej w Ladomirovej (mnisi uciekli do Berlina przed Armią Czerwoną). Razem z pozostałymi zakonnikami przeniósł się kolejno do Genewy i Jordanville w Stanach Zjednoczonych. 
W Genewie złożył śluby zakonne w riasofor, przyjmując imię Alipiusz. Śluby wieczyste złożył w monasterze Trójcy Świętej w Jordanville w 1948, razem z późniejszym zwierzchnikiem Rosyjskiego Kościoła Prawosławnego poza granicami Rosji Ławrem. W monasterze zajmował się pisaniem ikon. Ukończył również seminarium duchowne przy klasztorze, w którym następnie wykładał język cerkiewnosłowiański oraz język grecki. W 1964 opracował podręcznik do gramatyki języka cerkiewnosłowiańskiego. Wcześniej, w 1950, metropolita Anastazy (Gribanowski) wyświęcił go na hierodiakona, zaś w 1954 – na hieromnicha.  
12 czerwca 1974 miała miejsce jego chirotonia na biskupa Cleveland, wikariusza eparchii Chicago i Detroit. Po śmierci biskupa ordynariusza tejże eparchii, arcybiskupa Serafina (Iwanowa) w 1987, został wyznaczony na nowego ordynariusza. W 1990 podniesiony do godności arcybiskupiej. Po siedmiu latach od objęcia katedry został przeniesiony do eparchii Sydney, Australii i Nowej Zelandii, jednak po wielu prośbach parafian z soboru Opieki Matki Bożej w Chicago został ponownie arcybiskupem Chicago i Detroit. Jako hierarcha nie zarzucił ikonopisania; osobiście wykonał dekorację wnętrza soboru św. Sergiusza z Radoneża w Cleveland.
W 2002, na skutek upadku i uderzenia głową o asfalt stracił zdolność samodzielnego poruszania się. Pozostawał tytularnym biskupem ordynariuszem dotychczasowej eparchii, podczas gdy jej faktyczny zarząd sprawował biskup Cleveland Piotr (Łukianow). W 2016 odszedł w stan spoczynku.
Zmarł w 2019 r. Pochowany na terenie monasteru Trójcy Świętej w Jordanville.